# Bill Baxter
Pour les articles homonymes, voir Baxter.
 (mars 2018).
Bill Baxter est un groupe français, trio constitué de Joe Cool, Lewis Primo et Bô Geste.

## Historique
Le groupe est signé par le label Virgin qui édite leur premier single, Petit avec des grandes oreilles, en 1982, puis le mini-album sept titres La Belle Vie en 1983.
En 1985, Bill Baxter enregistre la comédie musicale Embrasse-moi, idiot !, produite par Fabrice Nataf et mise en scène par Patrick Timsit, d'après le film éponyme de Billy Wilder. Le single est un succès durant l'été 1985.
En 1987, sort le single Bienvenue à Paris, un duo avec le chanteur londonien Tippa Irie. Dans les années 1990, le groupe se consacre à l'audiovisuel. Pour l'émission Les Guignols de l'info, ils composent notamment Reviens JPP, reviens et La Combine à Nanard. Ils composent aussi le générique français des Nouvelles Aventures de Zorro, série produite par Ellipse Programme, filiale de Canal+.
Laurent Ganem, alias Joe Cool, a également composé le titre Plus rien n’est comme avant, paru sur l'album Sylvie de Sylvie Vartan. Il fait partie de la Commission des variétés de la SACEM.

## Albums
- 1983 : La Belle Vie
- 1986 : Embrasse-moi, idiot !

## Musiques de film

### Cinéma
- 1994 : Les Braqueuses de Jean-Paul Salomé
- 2001 : Petit Potam, film d'animation

### Télévision
- 1990 : Zorro, série télévisée pour The Family Channel
- 1991 : Cupido, série télévisée pour A2
- 1995 : Parents à mi-temps, téléfilm de Alain Tasma